# وليد مقلد
وليد مقلد غارسيا (بالإسبانية: Walid Makled García)‏ (تيناكو، ولاية كويديس)، اسمه المستعار "إل توركو" أو "العربي". وهو رجل أعمال فنزويلي من أصل سوري. كان يملك شركة إيروبوستال [الإنجليزية] للطيران، التي تعد الأكبر في البلاد وكذلك شركات ترانزغار، والجمارك والنقل البري وامتياز ميناء بويرتو كابيلو. واعترف بأنه قد تلقي رشاوي من كبار المسؤولين الحكوميين، بمن فيهم لويس فيليبي أكوستا كارليز حاكم ولاية كارابوبو في ذلك الوقت.[بحاجة لمصدر]
تم القبض عليه في كولومبيا في بداية عام 2011، وسلم إلى فنزويلا بسبب تورطه في قضايا تجارة المخدرات وغسيل الأموال. كان يعتبر واحدا من أكثر 5 مهربي مخدرات مطلوبين في العالم. في مقابلة مع شبكة ونيفيسيون، ادعى وليد مقلد أنه جمع ثروة تقدر بأكثر من 1.2 مليار دولار، وذلك بفضل الأعمال التي قام بها من خلال رشاوي لجنرالات القوات المسلحة ومسؤولين من الحكومة الفنزويلية.[بحاجة لمصدر]
انظر ايضاً
- طارق العيسمي